# برج چیس آماریلو
برج چیس آماریلو (به انگلیسی: Chase Tower) آسمان‌خراش ۳۱ طبقه به ارتفاع ۱۱۴ متر با کاربری اداری-تجاری است که در شهر آماریلو، تگزاس، ایالات متحده آمریکا واقع است. شعبهٔ مرکزی بانک چیسِ ایالت تگزاس در این ساختمان مستقر می‌باشد.